# Куркачи (село)
Куркачи (тат. Коркачык) — село в Высокогорском районе Республики Татарстан, административный центр Иске-Казанского сельского поселения.

## География
Село находится на реке Казанка, в 21 км к северо-востоку от районного центра — посёлка Высокая Гора.

## История
Окрестности села были обитаемы в эпоху поздней бронзы и в период Волжской Булгарии, о чём свидетельствуют археологические памятники: Куркачинские местонахождения I и II.
Основание села относят к периоду Казанского ханства.
В сословном плане, в XVIII веке и вплоть до 1860-х годов, жителей села причисляли к  государственным крестьянам. Помимо традиционных земледелия и скотоводства, занимались верёвочным промыслом.
В 1831 году в селе была построена мечеть, существовавшая, по сведениям из первоисточников, и в начале XX столетия. 
В «Списке населенных мест по сведениям 1859 года», изданном в 1866 году, населённый пункт упомянут как казённая деревня Курткачи 1-го стана Казанского уезда Казанской губернии. Располагалась по правую сторону Сибирского почтового тракта, при речке Ямашурминке, в 42 верстах от уездного и губернского города Казань и в 18 верстах от становой квартиры во владельческой деревне Пермяки (Богородское). В деревне, в 83 дворах проживали 602 человека (286 мужчин и 316 женщин), была мечеть.
В начале XX века также был мектеб, из хозяйственных построек — водяная мельница, 3 мелочные лавки. Земельный надел сельской общины насчитывал 655,3 десятины.
До 1920 года село входило в Мульминскую волость Казанского уезда Казанской губернии. С 1920 — в состав Арского кантона ТАССР. С 10 августа 1930 года в Арском, с 10 февраля 1935 — в Высокогорском, с 1 февраля 1963 — в Пестречинском, с 12 января 1965 — в Высокогорском районах.
С 1931 года в селе действовали колхозы, с 1967 — совхозы, с 1996 — сельскохозяйственный производственный кооператив.

## Население
| 1782 | 1859 | 1897 | 1908 | 1920 | 1926 | 1938 | 1949 | 1958 | 1970 | 1989 | 2002 | 2010 | 2017 |
| ---- | ---- | ---- | ---- | ---- | ---- | ---- | ---- | ---- | ---- | ---- | ---- | ---- | ---- |
| 125  | 602  | 675  | 813  | 808  | 860  | 970  | 796  | 617  | 628  | 682  | 709  | 770  | 748  |

Национальный состав села — татары.

## Экономика
Сельское хозяйство со специализацией на полеводстве, животноводстве.

## Инфраструктура
В селе действуют начальная школа (с 1970 г.), дом культуры, библиотека, фельдшерско-акушерский пункт, мастерская художественной резки по дереву (с 2015 г.), завод по изготовлению керамических блоков Винербергер.

## Религия
В 2007 году возведена мечеть Курбангали.